# Pierre Brasseur
Pierre Brasseur, echte naam Pierre-Albert Espinasse, (Parijs, 22 december 1905 – Brunico, 14 augustus 1972) was een Frans acteur. Hij was te zien in zo'n 150 films en was ook heel actief in de toneelwereld, als acteur, auteur en regisseur. 
Hij stamt uit een Franse dynastie van acteurs die al succes had in de periode van de Julimonarchie. Brasseur was een flamboyante en veelzijdige persoonlijkheid, een van de monstres sacrés van de Franse cinema. Hij is de vader van acteur Claude Brasseur en de grootvader van acteur Alexandre Brasseur.

## Leven en werk

### Opleiding en debuut in toneel en film
Pierre Brasseur nam de naam van zijn moeder, Germaine Brasseur, aan als pseudoniem. Na zijn studies volgde hij toneellessen bij Harry Baur en Fernand Ledoux. In 1924 maakte hij zijn debuut ongeveer gelijktijdig op de planken en in de filmwereld. Hij mocht van Lugné-Poe, die samen met André Antoine een verfrissende wind liet waaien in de Parijse theaters, spelen in het théâtre de l'Œuvre. Jean Renoir gaf hem een eerste filmrolletje in La Fille de l'eau, zijn eerste langspeelfilm.

### Jaren dertig en veertig: ontmoeting met Jacques Prévert en doorbraak
Brasseur had al een dertigtal films achter de rug toen hij Jacques Prévert ontmoette tijdens de opnames van Un oiseau rare (Richard Pottier, 1935) waarvan Prévert scenario en dialogen had geschreven. Die ontmoeting bracht zijn filmcarrière in een stroomversnelling. Dankzij Prévert kwam hij in contact met Marcel Carné. Hij speelde hoofdrollen in diens drama's Le Quai des brumes (1938), Les Enfants du paradis (1945) en Les Portes de la nuit (1946), drie klassiekers van het Franse poëtisch realisme waarvoor Prévert het scenario had geleverd. Brasseur was ook van de partij in drie andere films naar een scenario van Prévert : in het drama Lumière d'été (Jean Grémillon, 1943) was hij een drankverslaafde schilder en in het drama Les Amants de Vérone de ongure drijver van de familie van 'Juliette' (André Cayatte, 1948). Pierre Prévert, de broer van Jacques, kon op hem rekenen voor zijn komedie Adieu Léonard. In 1953 werkte hij nog een laatste keer samen met Prévert voor de tekenfilm La Bergère et le Ramoneur. Hij leende er zijn stem aan de vogel.

### Jaren vijftig: gevarieerde rollen
In de jaren vijftig belichaamde hij zowel de ongelikte vrijbuiter die zich ontpopte tot de edelmoedige redder van joden in gevaar (Maître après Dieu, Louis Daquin, 1950) als de sinistere figuur van Blauwbaard (Barbe-Bleue, Christian-Jaque, 1951) en die van Grigori Raspoetin (Raspoutine, Georges Combret, 1954). Hij gaf ook gestalte aan de nietsnut die een moordenaar werd in het donkere Porte des Lilas (René Clair, 1956) en aan de oudere geruïneerde maar gerespecteerde heer in La legge (Jules Dassin, 1959). In datzelfde jaar werkte hij voor het eerst samen met Denys de La Patellière en met Georges Franju. Beide cineasten castten hem in memorabele rollen in literatuurverfilmingen. In de La Patellière's familiedrama Les Grandes Familles (1958, naar de gelijknamige roman van Maurice Druon) had Brasseur Jean Gabin als opponent. In de tragikomedie Le Bateau d'Émile (1961, naar de gelijknamige roman van Georges Simenon) had hij het aan de stok met Michel Simon. 
Met Franju maakte hij drie films op rij. In het psychodrama La Tête contre les murs (1959, naar de gelijknamige roman van Hervé Bazin) stond hij als dokter met klassieke opvattingen lijnrecht tegenover dokter Paul Meurisse, voorstander van alternatieve therapieën. In Les Yeux sans visage (1960, naar de gelijknamige roman van Jean Redon) vertolkte hij opnieuw een dokter, een gewetenloos plastisch chirurg. Pleins feux sur l'assassin (1961) was de verfilming van een scenario van het schrijversduo van politieromans Boileau-Narcejac.

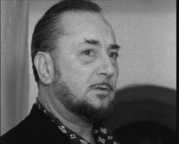
Pierre Brasseur in de tv-film Mon frère Jacques van Pierre Prévert in 1961

### Jaren zestig
In de jaren zestig speelde hij onverminderd hoofdrollen. Zo was hij in de politiekomedie Lucky Jo (Michel Deville, 1964) de filmvader van zoon acteur Claude Brasseur. Met zijn vertolking in de sfeervolle politiefilm La Métamorphose des cloportes (1965) droeg hij bij tot een eerste bescheiden succes van Pierre Granier-Deferre. Vermeldenswaardig waren ook nog zijn acteerprestaties in de komedie La Vie de château (1965) en in de historische avonturenfilm Les Mariés de l'an II (1971), beiden geregisseerd door Jean-Paul Rappeneau.

### Toneel
Brasseur bleef heel zijn leven lang trouw aan de toneelwereld. Hij stond niet alleen op de planken, hij regisseerde eveneens stukken en schreef er ook enkele waarvan Grisou al gauw verfilmd werd. 

### Autobiografie
In zijn autobiografie Ma vie en vrac kwamen alle facetten van zijn kleurrijke en veelzijdige persoonlijkheid aan bod : de acteur, de dramaturg, de dichter, de intimus van de Franse surrealisten en de vrouwenliefhebber.

### Privéleven
In 1936 schonk actrice Odette Joyeux hem een zoon, de latere acteur Claude Brasseur. Na zijn scheiding ging hij een tweede huwelijk aan met pianiste Lina Magrini. Na haar dood in 1970 leefde hij nog enkele jaren samen met zangeres Catherine Sauvage.
In 1972 kreeg Brasseur af te rekenen met een emfyseem. Tijdens de opnames van La piu bella serata della mia vita kreeg hij een hartinfarct en overleed hij op 66-jarige leeftijd in Italië. Hij ligt begraven op het cimetière du Père-Lachaise in Parijs.

## Filmografie

### Lange speelfilms (selectie)
- 1924 - La Fille de l'eau (Jean Renoir)
- 1924 - Catherine ou Une vie sans Joie (Albert Dieudonné)
- 1925 - Madame Sans-Gêne (Léonce Perret)
- 1927 - Feu! (Jacques de Baroncelli)
- 1932 - La Chanson d'une nuit (Anatole Litvak)
- 1932 - Quick (Robert Siodmak)
- 1933 - Le Sexe faible (Robert Siodmak)
- 1933 - Vacances conjugales (Edmond T. Gréville) (korte film)
- 1934 - Caravane (Erik Charell)
- 1935 - Un oiseau rare (Richard Pottier)
- 1936 - Passé à vendre (René Pujol)
- 1936 - Les Pattes de mouche (Jean Grémillon)
- 1936 - Vous n'avez rien à déclarer? (Léo Joannon)
- 1937 - Mademoiselle ma mère (Henri Decoin)
- 1937 - Le Schpountz (Marcel Pagnol)
- 1937 - Claudine à l'école (Serge de Poligny)
- 1937 - Hercule (Alexandre Esway)
- 1938 - Café de Paris (Georges Lacombe en Yves Mirande)
- 1938 - Grisou (Maurice de Canonge) (naar zijn toneelstuk)
- 1938 - Le Quai des brumes (Marcel Carné)
- 1939 - Dernière Jeunesse (Jeff Musso)
- 1941 - Les Deux Timides (Yves Allégret)
- 1942 - Promesse à l'inconnue (André Berthomieu)
- 1943 - Lumière d'été (Jean Grémillon)
- 1943 - Adieu Léonard (Pierre Prévert)
- 1945 - Le Pays sans étoiles (Georges Lacombe)
- 1945 - Jéricho (Henri Calef)
- 1945 - Les Enfants du paradis (eerste deel: Le Boulevard du crime) (Marcel Carné)
- 1945 - Les Enfants du paradis (tweede deel : L'Homme blanc) (Marcel Carné)
- 1946 - Pétrus (Marc Allégret)
- 1946 - Les Portes de la nuit (Marcel Carné)
- 1948 - Rocambole (Jacques de Baroncelli)
- 1948 - Les Amants de Vérone (André Cayatte)
- 1948 - Le Secret de Monte-Cristo (Albert Valentin)
- 1949 - Millionnaires d'un jour (André Hunebelle)
- 1949 - Portrait d'un assassin (Roland-Bernard)
- 1950 - Maître après Dieu (Louis Daquin)
- 1951 - Barbe-Bleue (Christian-Jaque)
- 1951 - Les Mains sales (Fernand Rivers)
- 1952 - La Bergère et le Ramoneur (Paul Grimault) (stem van de vogel in de tekenfilm)
- 1954 - Raspoutine (Georges Combret)
- 1954 - Napoléon  (Sacha Guitry)
- 1954 - La Tour de Nesle (Abel Gance)
- 1954 - Oasis (Yves Allégret)
- 1956 - Porte des Lilas (René Clair)
- 1958 - Les Grandes Familles (Denys de La Patellière)
- 1959 - La legge (Jules Dassin)
- 1959 - Cartagine in fiamme (Carmine Gallone)
- 1959 - La Tête contre les murs (Georges Franju)
- 1960 - Candide ou l'optimisme du XXe siècle (Norbert Carbonnaux)
- 1960 - Les Yeux sans visage (Georges Franju)
- 1960 - Le Dialogue des Carmélites (Philippe Agostini)
- 1960 - Vive Henri IV, vive l'amour (Claude Autant-Lara)
- 1961 - Le Bateau d'Émile (Denys de La Patellière)
- 1961 - Pleins feux sur l'assassin (Georges Franju)
- 1961 - Il bell'Antonio (Mauro Bolognini)
- 1961 - L'Affaire Nina B. (Robert Siodmak)
- 1961 - Les Petits Matins of Mademoiselle Stop (Jacqueline Audry)
- 1962 - Rencontres (Philippe Agostini)
- 1962 - Les Bonnes Causes (Christian-Jaque)
- 1963 - L'Abominable Homme des douanes (Marc Allégret)
- 1964 - Liolà (Alessandro Blasetti)
- 1964 - Lucky Jo (Michel Deville)
- 1964 - Le Magot de Josefa (Claude Autant-Lara)
- 1964 - Le Grain de sable (Pierre Kast)
- 1965 - Pas de caviar pour tante Olga (Jean Becker)
- 1965 - La Métamorphose des cloportes (Pierre Granier-Deferre)
- 1965 - La Vie de château (Jean-Paul Rappeneau)
- 1966 - Un monde nouveau (Vittorio De Sica)
- 1966 - Le Roi de cœur (Philippe de Broca)
- 1967 - Les oiseaux vont mourir au Pérou (Romain Gary)
- 1968 - Goto, l'île d'amour (Walerian Borowczyk)
- 1968 - Sous le signe de Monte Cristo (André Hunebelle)
- 1971 - Les Mariés de l'an II (Jean-Paul Rappeneau)
- 1972 - La piu bella serata della mia vita (Ettore Scola)

### Televisie
- 1960 - Le Paysan parvenu (René Lucot) (televisiefilm)
- 1970 - Les Frères Karamazov (Marcel Bluwal) (tweedelige televisiefilm)
- 1970 - La Fleur (Jacques Robain)
- 1970 - Au théâtre ce soir : Un ange passe van en in een regie van Pierre Brasseur, Pierre Sabbagh
- 1971 - La Brigade des maléfices (2 episodes van de televisieserie) (Claude Guillemot)
- 1973 - Les Cinq Dernières Minutes (episode 55 Meurtre par intérim van de eerste serie) (Claude Loursais)

## Toneel (selectie)

### Auteur
- 1926 - L'Ancre noire in een regie van Lugné-Poe
- 1928 - Hommes du monde in een regie van Lugné-Poe
- 1928 - Tu pourrais ne pas m'aimer in een regie van Lugné-Poe
- 1935 - Grisou samen met Marcel Dalio
- 1940 - Un ange passe in een regie van Pierre Brasseur

### Acteur
- 1925 - Roméo et Juliette van Jean Cocteau
- 1935 - Grisou van Pierre Brasseur in een regie van René Rocher
- 1936 - On ne badine pas avec l'amour van Alfred de Musset
- 1940, 1943, 1946 - Un ange passe van en in een regie van Pierre Brasseur
- 1940-1941 -  Domino van Marcel Achard
- 1943 - Voulez-vous jouer avec moâ ? van Marcel Achard in een regie van Pierre Brasseur
- 1948 - L'État de siège van Albert Camus in een regie van Jean-Louis Barrault
- 1948-1949, 1961 - Partage de midi van Paul Claudel in een regie van Jean-Louis Barrault
- 1949 - Le Bossu van Paul Féval en Anicet Bourgeois in een regie van Jean-Louis Barrault
- 1951-1952, 1960 - Le Diable et le Bon Dieu van Jean-Paul Sartre in een regie van Louis Jouvet
- 1953 - Kean van Jean-Paul Sartre naar Alexandre Dumas in een regie van Pierre Brasseur
- 1956 - Ornifle ou le Courant d'air van Jean Anouilh
- 1957 - La Mégère apprivoisée (The Taming of the Shrew) van William Shakespeare in een regie van Georges Vitaly
- 1958 - Don Juan van Henry de Montherlant in een regie van Georges Vitaly
- 1958-1959 - L'Enfant du dimanche van Pierre Brasseur in een regie van Pierre Valde
- 1960 - Un ange passe van en in een regie van Pierre Brasseur
- 1965 - Don Juan aux enfers van George Bernard Shaw in een regie van Raymond Gérôme
- 1966 - Le Retour (The Homecoming) van Harold Pinter in een regie van Claude Régy

### Regisseur
- 1940 - Un ange passe van Pierre Brasseur
- 1943 - Voulez-vous jouer avec moâ ? van Marcel Achard
- 1953 - Kean van Jean-Paul Sartre naar Alexandre Dumas
- 1960 - Un ange passe van Pierre Brasseur

## Prijzen
- 1958 - Victoires du cinéma français voor de Beste acteur
- 1958 - Porte des Lilas : Etoile de Cristal van de Beste acteur